# Агата (фильм)
«Агата» (англ. Agatha) — фильм-драма о жизни писательницы Агаты Кристи. Экранизация одноимённого романа Кэтлин Тайнан, вышедшего в 1979 году. 

## Сюжет
В фильме сделана попытка рассказать о жизни писательницы Агаты Кристи. Это попытка представить, что могло произойти с писательницей в декабре 1926 года, когда она исчезла на 11 дней. Ещё с начала Первой мировой войны Агата состояла в браке с полковником в отставке Арчибальдом Кристи, работавшего в середине 1920-х годов в лондонском Сити. Его секретаршей работала Нэнси Нил, с которым у него завязался роман, что привело к проблемам в браке четы Кристи. Издатель Уильям Коллинз организовал торжественное чествование писательницы и её успешного романа «Убийство Роджера Экройда». На нём присутствует американский репортер Уолли Стэнтнон, сочувствующий Агате. На следующее утро супруги ссорятся и Арчи требует развода. После этого Агата узнаёт от своей секретарши, что Нил собирается отправиться в Харрогит на водолечебный курорт. Поздно вечером писательница выезжает на автомобиле из дома, но попадает в аварию врезавшись в заросли. На следующее утро полиция находит её разбитую машину. Исчезновение известной писательницы производит сенсацию и привлекает внимание прессы. Журналисты выясняют, что Кристи оставила письмо своему секретарю, что вызвало предположение о её самоубийстве. Про это узнаёт Стэнтон и также присоединяется к поискам.

## В ролях
| Актёр            | Роль                       |
| ---------------- | -------------------------- |
| Дастин Хоффман   | Уолли Стэнтон              |
| Ванесса Редгрейв | Агата Кристи               |
| Тимоти Далтон    | полковник Арчибальд Кристи |
| Хелен Морз       | Эвелин Кроули              |
| Селия Грегори    | Нэнси Нил                  |
| Пол Брук         | Джон Фостер                |
| Кэролин Пиклс    | Шарлотта Фишер             |
| Тимоти Уэст      | Кенворд                    |
| Тони Бриттон     | Уильям Коллинз             |
| Алан Бадель      | лорд Брэккенберри          |
| Роберт Лонгден   | Петтельсон                 |
| Дональд Нитсдэйл | дядя Джонс                 |
| Ивонн Гилан      | миссис Брейтвейт           |
| Сандра Во        | терапевт                   |
| Барри Харт       | Макдональд                 |

## Позиция семьи Кристи
В связи со своеобразной интерпретацией событий произошедших во время исчезновения Агаты Кристи её семья пыталась воспрепятствовать выходу фильма на экраны. В 1977 году единственная дочь писательницы Розалинда Хикс написала в «Таймс»: «Хочу воспользоваться случаем, чтобы сказать, что этот фильм, сделанный без консультаций с кем бы то ни было из представителей семей моих родителей, противоречит нашим желаниям и вызовет у нас большое огорчение». В 1978 году Розалинда, а также Фонд Агаты Кристи подали иски о запрете демонстрации картины, но федеральный судья отказал в этом. 

## Награды
- Номинация на Оскар в категории: Лучшие костюмы
- Номинация на премию BAFTA в категории: Лучшие костюмы
- Награда Национального общества кинокритиков США — лучший актёр (Дастин Хоффман)